# UFC 206
UFC 206: Holloway vs. Pettis è stato un evento di arti marziali miste tenuto dalla Ultimate Fighting Championship svolto il 10 dicembre 2016 al Air Canada Centre di Toronto, Canada.

## Retroscena
Il rematch per il titolo dei pesi mediomassimi UFC, tra il campione Daniel Cormier e Anthony Jonhson doveva tenersi per questo evento. I due si affrontarono in precedenza a maggio del 2015 all'evento UFC 187, un incontro finito a favore di Cormier per sottomissione al terzo round. Tuttavia, il 25 novembre, Cormier venne rimosso dalla card per infortunio facendo saltare l'intero incontro. In seguito, l'incontro tra Max Holloway e l'ex campione dei pesi leggeri UFC Anthony Pettis venne scelto come main event della card. Nei giorni successivi, venne annunciato che tale incontro sarà valido per il titolo ad interim dei pesi piuma UFC.
Poliana Botelho avrebbe dovuto affrontare Valerie Letourneau, ma venne rimossa dalla card il 26 ottobre e sostituita da Viviane Pereira.
John Moraga doveva vedersela con l'ex campione dei pesi gallo Bellator Zach Makovsky. Tuttavia, Moraga si infortunò nei primi giorni di novembre e venne rimpiazzato da Dustin Ortiz.
L'incontro di pesi medi tra Tim Kennedy e l'ex campione dei pesi mediomassimi UFC Rashad Evans doveva tenersi per l'evento UFC 205. Tuttavia, Evans venne rimosso dalla card a causa di alcune irregolarità trovate nei suoi test medici effettuati prima dell'incontro. Successivamente, l'intero match venne spostato per questo evento. Ancora una volta, Evans ebbe problemi con i suoi test medici e quindi venne rimosso dalla card il 21 novembre. A causa di ciò, Evans verrà sottoposto ad ulteriori esami neurologici, prima di poter dare il via libera ad Evans di tornare a combattere nell'ottagono. Kelvin Gastelum venne scelto come suo rimpiazzo il 26 novembre, annullando la sua sospensione dopo gli avvenimenti di UFC 205.
L'incontro di pesi welter tra Chad Laprise e Li Jingliang venne annullato temporaneamente, dopo che Laprise si infortunò il 16 novembre.
Alla verifica del peso, Pettis pesò 67,2 kg, superando così il limite massimo della sua categoria. A seguito di ciò, anche se Pettis vincesse l'incontro non otterrebbe in alcun modo il titolo dei pesi piuma ad Interim al contrario di Holloway. Anthony Pettis fu il primo lottatore, dopo Travis Lutter, a superare il limite di peso in un match titolato in UFC. Rustam Khabilov e Valérie Létourneau non superarono con successo la verifica del peso, venendo penalizzati con la detrazione del 20% dal loro stipendio.

## Risultati
|                                                   | Divisione             |                       |                 |                    | Metodo                                      | Round           | Tempo           | Premio          |
| Card Principale                                   | Card Principale       | Card Principale       | Card Principale | Card Principale    | Card Principale                             | Card Principale | Card Principale | Card Principale |
| ------------------------------------------------- | --------------------- | --------------------- | --------------- | ------------------ | ------------------------------------------- | --------------- | --------------- | --------------- |
| Sfida valida per il titolo di campione ad interim | Catchweight (67,1 kg) | Max Holloway          | batte           | Anthony Pettis     | KO Tecnico (pugni)                          | 3               | 4:50            | POTN            |
|                                                   | Pesi Welter           | Donald Cerrone        | batte           | Matt Brown         | KO (calcio alla testa)                      | 3               | 0:44            |                 |
|                                                   | Pesi Piuma            | Cub Swanson           | batte           | Doo Ho Choi        | Decisione unanime (30-27, 30-27, 29-28)     | 3               | 5:00            | FOTN            |
|                                                   | Pesi Medi             | Kelvin Gastelum       | batte           | Tim Kennedy        | KO Tecnico (pugni)                          | 3               | 2:45            |                 |
|                                                   | Pesi Welter           | Emil Weber Meek       | batte           | Jordan Mein        | Decisione unanime (29-28, 29-28, 29-28)     | 3               | 5:00            |                 |
| Card Preliminare (Fox Sports 1)                   |                       |                       |                 |                    |                                             |                 |                 |                 |
|                                                   | Pesi Mediomassimi     | Misha Cirkunov        | batte           | Nikita Krylov      | Sottomissione (ghigliottina)                | 1               | 4:38            |                 |
|                                                   | Pesi Leggeri          | Olivier Aubin-Mercier | batte           | Drew Dober         | Sottomissione (rear-naked choke)            | 2               | 2:57            |                 |
|                                                   | Catchweight (53,3 kg) | Viviane Pereira       | batte           | Valérie Létourneau | Decisione non unanime (28-29, 29-28, 29-28) | 3               | 5:00            |                 |
|                                                   | Pesi Gallo            | Matt López            | batte           | Mitch Gagnon       | Decisione unanime (29-28, 29-28, 29-27)     | 3               | 5:00            |                 |
| Card Preliminare (UFC Fight Pass)                 |                       |                       |                 |                    |                                             |                 |                 |                 |
|                                                   | Pesi Leggeri          | Lando Vannata         | batte           | John Makdessi      | KO (spinning wheel kick)                    | 1               | 1:40            | POTN            |
|                                                   | Catchweight (71,7 kg) | Rustam Khabilov       | batte           | Jason Saggo        | Decisione unanime (30-27, 30-27, 30-27)     | 3               | 5:00            |                 |
|                                                   | Pesi Mosca            | Dustin Ortiz          | batte           | Zach Makovsky      | Decisione non unanime (29-28, 28-29, 29-28) | 3               | 5:00            |                 |

## Premi
I lottatori premiati ricevettero un bonus di 50.000 dollari.
Legenda:
- FOTN: Fight of the Night (vengono premiati entrambi gli atleti per il miglior incontro dell'evento)
- POTN: Performance of the Night (viene premiato il vincitore per la migliore performance dell'evento)

## Incontri Annullati
|                                                   | Divisione         |                    |        |                 | Motivo                              |
| ------------------------------------------------- | ----------------- | ------------------ | ------ | --------------- | ----------------------------------- |
| Sfida valida per il titolo di campione indiscusso | Pesi Mediomassimi | Daniel Cormier (c) | contro | Anthony Johnson | Cormier subì un infortunio          |
|                                                   | Pesi Paglia (F)   | Valérie Létourneau | contro | Poliana Botelho | La Botelho venne rimossa dalla card |
|                                                   | Pesi Mosca        | John Moraga        | contro | Zach Makovsky   | Moraga subì un infortunio           |
|                                                   | Pesi Medi         | Tim Kennedy        | contro | Rashad Evans    | Evans ebbe problemi medici          |
|                                                   | Pesi Welter       | Chad Laprise       | contro | Li Jinglinag    | Laprise subì un infortunio          |